# Épidémie d'encéphalite de 2019 au Bihar
En juin 2019, une épidémie de syndrome d'encéphalite aiguë s'est déclarée à Muzaffarpur et dans les districts voisins de l'État du Bihar, en Inde, au milieu de la deuxième vague de chaleur la plus longue de la région, causant la mort de plus de 100 enfants, principalement par hypoglycémie,.

## Histoire
Des épidémies de syndrome d'encéphalite aiguë (SEA) ont déjà eu lieu dans les régions du nord de l'État du Bihar et de l'est de l'Uttar Pradesh en Inde. Le premier cas de SEA dans le district de Muzaffarpur a été enregistré en 1995,,. Il y a eu 143 décès en 2013, 355 en 2014, 11 en 2015, quatre en 2016, 11 en 2017 et 7 en 2018,. Ces dernières années, le nombre de morts était resté inférieur à 20 par an.

## Épidémie
En juin 2019, une épidémie de SEA s'est déclarée dans 222 blocs de Muzaffarpur et des districts voisins du Bihar,.
En raison de l'épidémie, depuis le 1er juin 2019, 85 enfants sont morts à l'Hôpital universitaire de Sri Krishna (Sri Krishna Medical College and Hospital, SKMCH), le plus grand hôpital d'État fonctionnant dans le Bihar, alors que 18 enfants sont morts au Kejriwal Matrisadan, un hôpital géré par la confiance[Quoi ?],. La plupart d'entre eux avaient entre 1 et 10 ans,,. Au total, 440 cas de SEA ont été admis dans les hôpitaux depuis le 1er juin 2019. Au 18 juin 2019, 154 sont en cours de traitement dans les hôpitaux.

## Syndrome
L'expression « syndrome d'encéphalite aiguë » (SEA) a été inventée par l'Organisation mondiale de la santé en 2008. Les symptômes du SEA comprennent une fièvre aiguë et les manifestations neurologiques cliniques associées telles que la confusion mentale, la désorientation, le délire, les convulsions ou le coma,. Les premiers symptômes comprennent des maux de tête et des vomissements, ainsi qu'une hypoglycémie soudaine (baisses du taux de sucre dans le sang), mais peuvent entraîner un coma, des dysfonctionnements du cerveau et une inflammation du cœur et des poumons. Ceux qui survivent au SEA peuvent avoir des faiblesses neurologiques à long terme. L'hypoglycémie sévère peut entraîner la mort. Le syndrome est connu localement sous le nom de fièvre de Chamki dans le Bihar.

## Cause
La cause de l'épidémie n'est pas claire.
Le SEA peut être causée par différents micro-organismes, notamment des virus, des bactéries, des champignons, des parasites et des spirochètes, ainsi que des produits chimiques et des toxines. Le SEA affecte principalement les enfants de moins de 15 ans car ils sont les plus vulnérables,. En Inde, le SEA était principalement associée au virus de l’encéphalite japonaise (VEJ) avant 1975. Les cas et épidémies de VEJ sont devenus plus fréquents et des régions endémiques se sont développées entre 1975 et 1999. Après 1999, les cas non épidémiques de VEJ et les épidémies de SEA étaient de plus en plus rapportés, notamment par le virus Chandipura (CHPV), le virus Nipah (NiV) et les entérovirus. Après 2012, on observe que la cause passe au VEJ,. L’examen initial montre peu de signes du VEJ ou d’autres voies virales chez les enfants touchés. Une étude menée par l'Institut indien des sciences médicales de Patna a révélé la présence d’entérovirus.
La température élevée, l'humidité, la malnutrition, une hygiène médiocre et le manque de sensibilisation sont connus comme facteurs aggravants du SEA,,. Les cas de SEA ont tendance à se produire pendant la saison de la mousson du pays. Depuis le 1 er juin 2019, la température à Muzaffarpur est restée supérieure à 40 °C et les pluies ont été retardées, ce qui peut avoir aggravé la situation,. La pauvreté et la malnutrition sont très répandues parmi les enfants de la région. Les enfants mal nourris ne disposent pas d'un stock régulateur de sucre sous forme de glycogène dans le foie, ce qui les expose à un risque accru d'hypoglycémie,. Des campagnes de sensibilisation ont été menées de mars à avril 2019, mais ne l'ont pas été par la suite en raison des élections générales indiennes de 2019. L'administration locale n'était pas vigilante en raison du peu de cas de SEA ces dernières années.

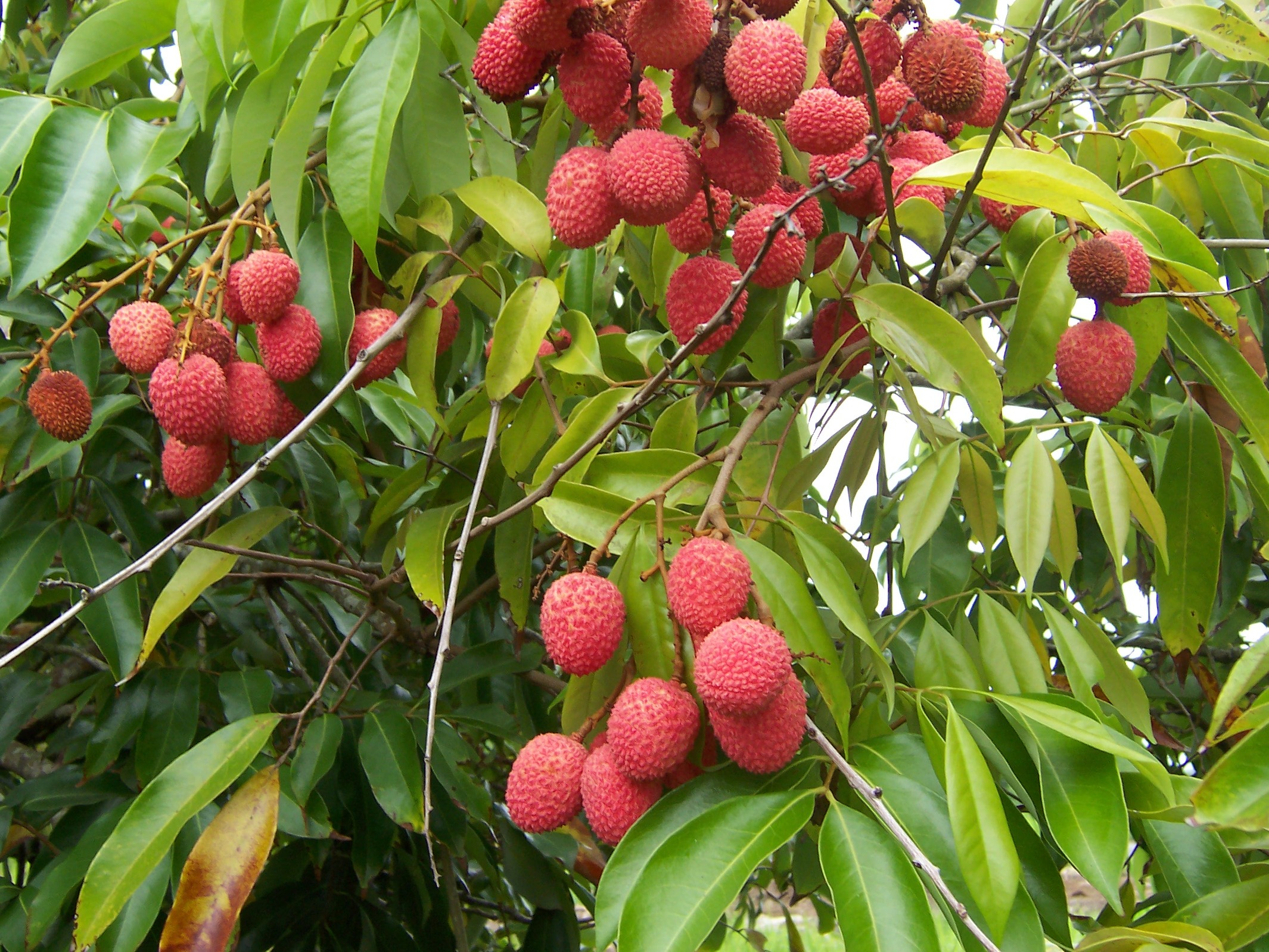
Des litchis, qui contiennent naturellement des toxines liées à l’encéphalite, sont soupçonnés d’avoir contribué à l’épidémie.

La région est le plus grand producteur de litchis en Inde. Une étude publiée en 2014 dans The Lancet a révélé que l'acide méthylènecyclopropylacétique (?) et l'hypoglycine A présents dans les litchis non mûrs peuvent provoquer une hypoglycémie et les a cités comme cause plausible d'épidémies de SEA. Une alimentation riche en litchis non mûrs sans repas complet plus tard dans la journée peut exposer les enfants mal nourris à un risque d'hypoglycémie,,,. D'autres ont contesté les conclusions, citant le caractère peu probable d'une consommation très importante de litchis non mûrs, le manque de cas chez des enfants bien nourris et de nombreuses autres maladies pédiatriques provoquant une hypoglycémie,,. Les responsables de la santé ont signalé que la plupart des victimes souffraient d'hypoglycémie grave,.
Les hôpitaux et les centres de santé primaires ne disposaient pas des installations nécessaires pour soigner les enfants.

## Réponse du gouvernement
Le ministre en chef du Bihar, Nitish Kumar, annoncé un paiement à titre gracieux de 40 000 roupies au prochain parent de l'un des enfants décédés des suites du SEA,. Il a également visité l'hôpital et a ordonné l'agrandissement de l'hôpital,.
Le ministre de la Santé de l'Union, Harsh Vardhan, a visité et annoncé la création d'un service de pédiatrie de 100 lits au SKMCH ainsi que de cinq laboratoires de virologie au Bihar. Il a également annoncé la mise à niveau de l'observatoire du département de météorologie indien à Muzaffarpur pour une meilleure étude du climat. Sept unités de soins intensifs pédiatriques sont en cours de création. L'équipe interdisciplinaire composée d'experts du Conseil indien de la recherche médicale, de l'Institut national de la santé mentale et des neurosciences, de l'Institut national de la recherche sur le paludisme, de l'Institut national de nutrition, de l'Institut national de virologie, de l'Institut national d’épidémiologie et l'Institut indien des sciences médicales de New Delhi a été créée et envoyée au Bihar pour étudier le syndrome et en établir la cause,.
La Commission nationale des droits de l'homme (CNDH) a envoyé des notifications au ministère de la Santé et de la Famille et au gouvernement de Bihar à propos des décès et a demandé un rapport dans les quatre semaines,.